# 719 هـ
719 هـ هي سنة في التقويم الهجري امتدت مقابلةً في التقويم الميلادي بين سنتي 1319 و1320.

## مواليد
- برهان الدين بن قيم الجوزية
- بهاء الدين السبكي

## وفيات
- أبو الحسن الصغير
- كمال الدين الفارسي
- وصاف الشيرازي